# 十町
十町（じゅっちょう/じっちょう）は、鹿児島県指宿市の大字。旧薩摩国揖宿郡指宿郷拾町村、揖宿郡指宿村大字十町、揖宿郡指宿町大字十町。人口は3,087人、世帯数は1,324世帯（2010年10月1日現在）。郵便番号は891-0402。
大字名の読み方については、『じゅっちょう、Jutcho』と読む場合と、『じっちょう、Jitcho』と読む場合がある。

## 地理
指宿市の東部に位置し、二反田川が北西端から北東部を流れている。字域の北方には指宿市西方、東方、南方には指宿市十二町、大牟礼、西方には指宿市東方にそれぞれ隣接しており、東方は鹿児島湾に面している。
字域の西部を国道226号と指宿枕崎線が並行して南北に通っている。字域内には二月田駅が設置されており、国道226号と二月田駅を結ぶ鹿児島県道239号二月田停車場線が通っている。また、東部の海岸沿いを鹿児島県道238号下里湊宮ケ浜線が南北に通っている。
字域には指宿市役所、指宿南九州消防組合消防本部、鹿児島家庭裁判所指宿出張所、鹿児島県立指宿高等学校、指宿市立柳田小学校が設置されている。

### 河川
- 二反田川

## 歴史

### 拾町村の成立と近世
十町という地名は江戸期より見え、薩摩国揖宿郡指宿郷（外城）のうちで拾町村と表記された。応永18年の「島津元久袖判沙弥成璇寄進状」に迫田村との記載があり、迫田村は現在の十町の迫田に比定されている。
村高（石高）は「郡村高辻帳」では1,019石余、「三州御治世要覧」では757石余、「天保郷帳」では1,019石余、「旧高旧領取調帳」では898石余と記載されている。
二反田川沿岸では製塩業が盛んであり、塩田が広がっていたが天保元年より干拓が行われ、大規模な水田が開発された。

### 町村制施行以後
1889年（明治22年）に町村制が施行されたのに伴い、それまでの指宿郷の全域より指宿村が成立し、それまでの拾町村は指宿村の大字「十町」となった。1933年（昭和8年）には指宿村が町制施行し指宿町となり、指宿町の大字となった。1954年（昭和29年）4月1日に指宿町が今和泉村と合併、同時に市制施行し、指宿市が成立。それに伴い、指宿市の大字「十町」となる。
1988年（昭和63年）7月4日には十町及び十二町の一部で住居表示が実施されるのに伴い、十町及び十二町の一部より大牟礼一丁目から大牟礼五丁目までが設置された。
2006年（平成18年）1月1日には指宿市が山川町及び開聞町と新設合併し、新制の指宿市となったが、旧指宿市の区域では大字名の変更は無く、住所の表示は従来通り（指宿市十町）である。

### 字域の変遷
| 実施後                       | 実施年                   | 実施前               |
| ---------------------------- | ------------------------ | -------------------- |
| 大牟礼一丁目から大牟礼五丁目 | 1988年（昭和63年）7月4日 | 十町及び十二町の一部 |

## 施設

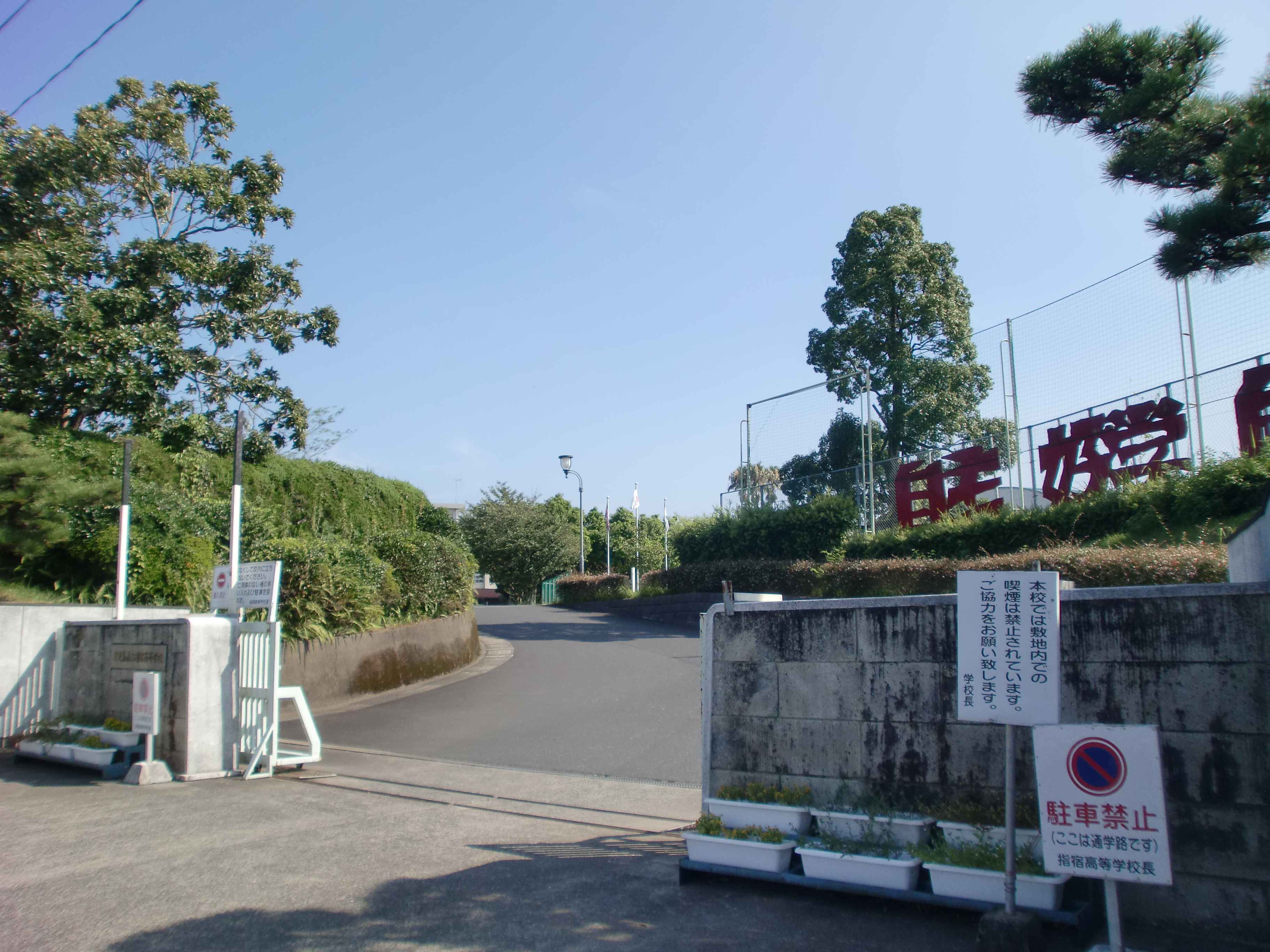
鹿児島県立指宿高等学校

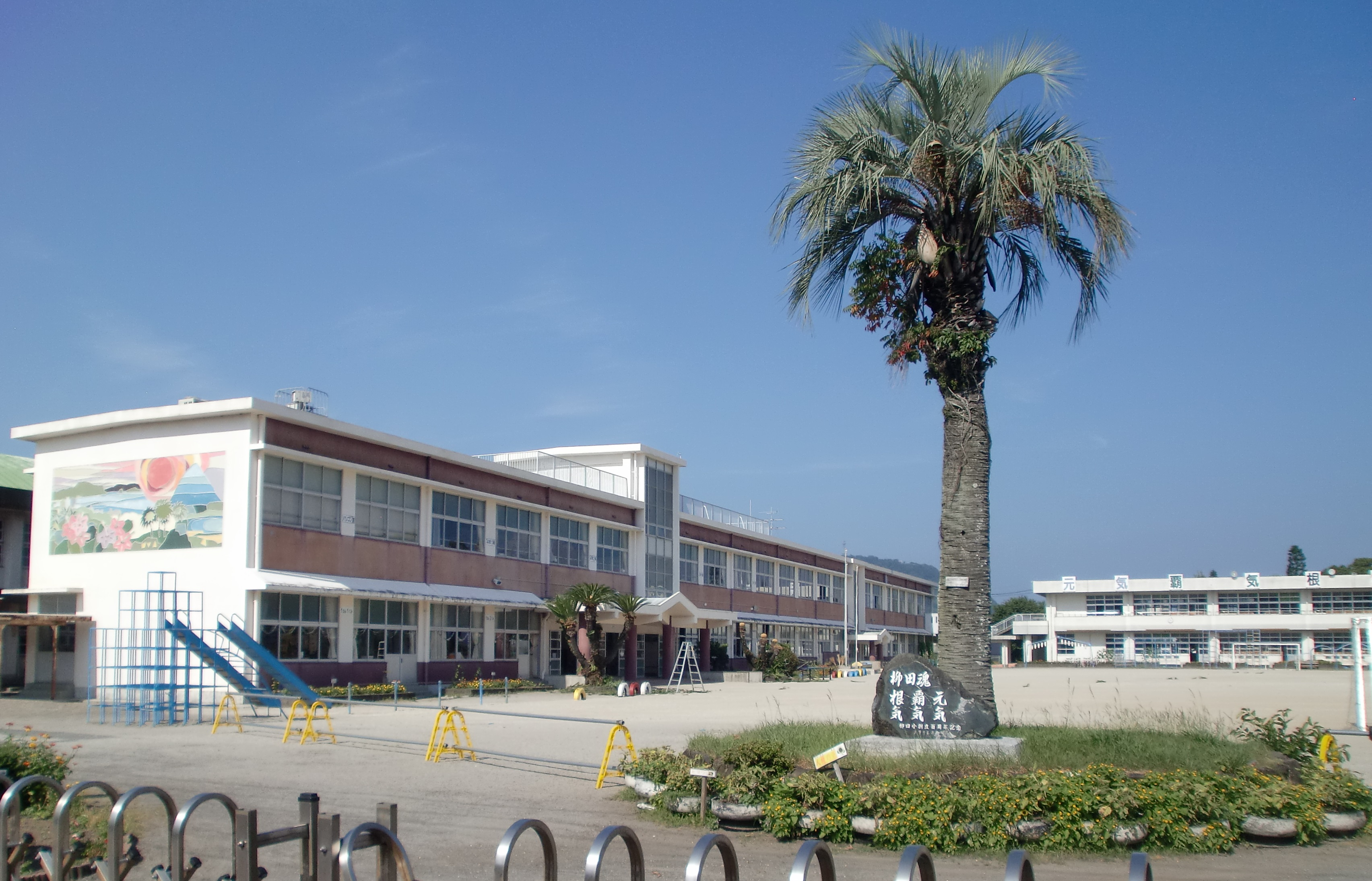
指宿市立柳田小学校

公共
- 指宿市役所
- 指宿南九州消防組合消防本部
- 鹿児島家庭裁判所指宿出張所
- 指宿市中央公民館
- 指宿保健センター

教育
- 鹿児島県立指宿高等学校
- 指宿市立柳田小学校
- 柳和幼稚園
- ひばり保育園
- 鹿児島大学農学部附属農場指宿植物試験場

寺社
- こ玉神社
天文二年に創建されたサルタヒコを祀る神社であり、由緒等は不明である。
- 秋葉神社
- 多羅神社

その他
- 指宿中央自動車学校

## 小・中学校の学区
市立小・中学校に通う場合、学区（校区）は以下の通りとなる。
| 大字 | 地区                                 | 小学校             | 中学校               |
| ---- | ------------------------------------ | ------------------ | -------------------- |
| 十町 | 一部を除く全域                       | 指宿市立柳田小学校 | 指宿市立北指宿中学校 |
| 十町 | 玉利、南十町、弥次ヶ湯、田良、南迫田 | 指宿市立柳田小学校 | 指宿市立南指宿中学校 |

## 交通

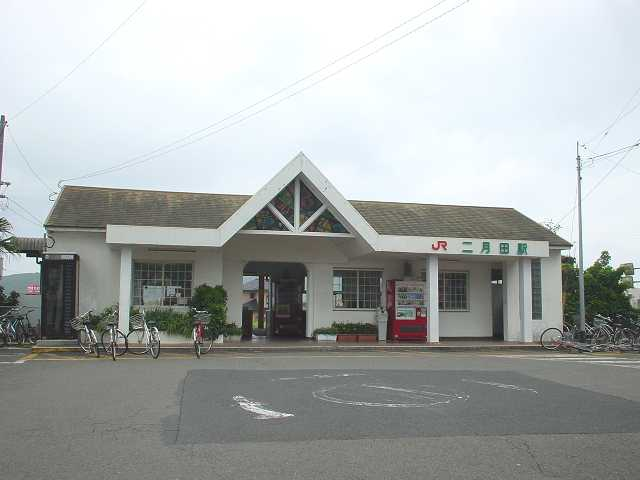
二月田駅

### 鉄道
九州旅客鉄道指宿枕崎線
- 二月田駅

### 道路
国道
- 国道226号

県道
- 鹿児島県道238号下里湊宮ケ浜線
- 鹿児島県道239号二月田停車場線